# José Antonio García Suárez
José Antonio García Suárez, más conocido como el Gaiteru de Veriña y también como el Gaitero de Poago (Poago, Gijón; 16 de junio de 1928 – Villaverde de la Marina, Villaviciosa; 25 de septiembre de 2006) fue un gaitero español de la música tradicional asturiana.

## Biografía
José Antonio García Suárez nació en Poago. Era hijo del también gaitero Ramón D'Antón. Comenzó a tocar la gaita a los 9 años y debutó a los 14 en las fiestas de Santiago de Pruvia interpretando la 'misa de gaita'.
Se le conoció como "El Gaitero de Veriña" por ser esta la localidad en la que solía esperar a los cantantes con los que iría a tocar a las romerías.
Su entorno familiar facilitó su contacto con la música tradicional ya que su padre, Ramón de Antón, y su tío eran gaiteros aunque siempre consideró a David Alonso de Llanera como su maestro. A los catorce años interpreta su primera misa de gaita en Pruvia.
Formó pareja durante toda su vida musical con una infinidad de tamboriteros aunque destacó entre todos ellos Luis de Sarilles, de Santa Rosa (Lugo de Llanera).
A los quince años acompaña a La Busdonga una de las grandes voces de la tonada asturiana.
Acompañó durante su carrera a los grandes de la tonada asturiana: José Noriega, Diamantina, El Tordín de Frieres, Josefina Argüelles, Miranda, Mari Luz Cristóbal Caunedo, ... 
Entre 1970 y 1977 formó parte de la agrupación “Así canta Asturias” con la que acudía a festivales acompañando a cantantes José Noriega, Diamantina, Marcelino Meré 'El Manquín', Agustín Argüelles o Vicente Díaz. Con algunos de ellos llegó a grabar varios discos.
También tocó Obdulia Álvarez Diaz 'La Busdonga', considerada una de las voces más importantes de la tonada asturiana. Fue el primer gaitero oficial del Festival de Canción Asturiana de Gijón y llegó a tocar fuera de España.
Uno de sus últimos trabajos discográficos fue la misa asturiana en gaita que graba junto a Pedro Pangua y Mari Luz Cristóbal, recuperando de esta manera una pieza que fuera bien popular en el mundo rural asturiano.
Falleció el 25 de septiembre de 2006 a causa de un infarto en la localidad asturiana de Villaverde de la Marina, en Villaviciosa. Aún se encontraba en activo. Tuvo un hijo, Ramón Antonio.